# Antón Martín
Antón Martín – stacja metra w Madrycie, na linii 1. Znajduje się w dzielnicy Centro, w Madrycie i zlokalizowana jest pomiędzy stacjami Tirso de Molina a Estación del Arte. Została otwarta 26 grudnia 1921.